# Lothar Knessl
Lothar Knessl (geboren am 15. April 1927 in Brünn; gestorben am 6. August 2022 in Wien) war ein österreichischer Musikjournalist, Komponist und Kurator. Er war ein Vorkämpfer für Neue und Experimentelle Musik.

## Leben
Lothar Knessl besuchte in seiner Heimatstadt das Realgymnasium und studierte hier Klavier am Konservatorium. Nach Kriegsdienst und Kriegsgefangenschaft übersiedelte er im Jahr 1947 nach Wien und studierte hier in den Jahren von 1950 bis 1956 an der Universität für Musik und darstellende Kunst Wien Musik- und Theaterwissenschaft sowie Komposition bei Karl Schiske und Ernst Krenek. In den Jahren von 1957 bis 1960 nahm er an den Internationalen Ferienkursen für Neue Musik Darmstadt teil.
Ab dem Jahr 1968 gestaltete er die Ö1-Sendereihe Studio Neuer Musik, den Vorläufer des heutigen Zeit-Ton, und unterrichtete an der Wiener Universität. Im Jahr 1971 übernahm er die Leitung des Pressebüros der Österreichischen Bundestheater und von 1986 bis zu seiner Pensionierung im Jahr 1991 war er Pressereferent der Wiener Staatsoper. Von 1988 bis 1991 war er Programmbeirat, Redakteur und Kurator des Festivals Wien modern.
Im Jahr 1994 war Knessl Gründungsmitglied des Music Information Center Austria, dem er auch bis zum Jahr 2001 als Präsident vorstand.
Von 1992 bis 2000 fungierte Knessl als Präsident der Österreichischen Sektion der Internationalen Gesellschaft für Neue Musik (IGNM) und von 1993 bis 1996 war er, zusammen mit Christian Scheib, Musikkurator des Bundesministeriums für Unterricht und Kunst. In seinen verschiedenen Funktionen, aber auch in seinen Radiosendungen setzte er sich für zahlreiche zeitgenössische Komponisten ein, darunter Friedrich Cerha, Aldo Clementi, Luigi Dallapiccola, Roman Haubenstock-Ramati, Günter Kahowez, György Ligeti, Witold Lutosławski, Luigi Nono, Kryztof Penderecki, Kurt Schwertsik, Edgar Varèse und Otto M. Zykan. Er wurde am Wiener Zentralfriedhof bestattet.
Als Moderator von der Kollegenschaft hoch geachtet wurde Lothar Knessl mehrfach in Sendungen eingeladen. In der Nacht von 30. auf 31. Dezember 2016 war ihm Eine lange Nacht der neuen Musik gewidmet, gestaltet von Christian Scheib, Ursula Strubinsky und Elke Tschaikner. Der Titel der siebenstündigen Sendung war Knesslmania.

## Ehrungen und Auszeichnungen
- 1988: Verleihung des Berufstitels „Professor“[1][2]
- 1993: Silbernes Ehrenzeichen für Verdienste um das Land Wien[2]
- 2010: Goldenes Ehrenzeichen für Verdienste um das Land Wien[6]

## Gedenken
Am 3. November 2022 fand im Rahmen des Festivals  Wien Modern ein Gedenkkonzert zu seinen Ehren statt, es spielte das ORF Radio-Symphonieorchester Wien unter Marin Alsop.

## Werke
- Kleine Geschichte / rondo capriccioso – Solo für Klavier und hohe Stimme nach Texten von Christian Morgenstern (1952/1957)[8]
- Kantate für Soli und großes Orchester (1952–1953)[8]
- Motetto I per il Natale – für 8-stimmigen Chor a cappella (1953)[8]
- Die Weihnachtsfeier des Seemannes Kuttel Daddeldu – für 8-stimmigen gemischten Chor, Pfeifstimme und 2 Perkussion nach Texten von Joachim Ringelnatz (1954)[8]
- Der Globus – für 8-stimmigen gemischten Kammerchor, Piccolo-Flöte und Schlagwerk nach Texten von Joachim Ringelnatz (1954)[8]
- 3 Humoresken – für 4-stimmigen Knabenchor nach Texten von Joachim Ringelnatz (1954)[8]
- Motetto II per la Pasqua – für 8-stimmigen Chor a cappella (1954)[8]
- Propria – per coro à 4 voci e organo nach Texten von Joachim Ringelnatz (1955–1956)[8]
- Großer Vogel – für 4-stimmiges Frauen-Doppelquartett nach Texten von Joachim Ringelnatz (1952/1957)[8]
- 3 Chansons demi-triste – Solo für Klavier und Solostimme Bariton nach Texten von Joachim Ringelnatz (1958)[8]

## Rezeption
„[Knessl ist der] Motor der zeitgenössischen österreichischen Musik […] Ohne seine verbindende Kraft wäre die zeitgenössische Musik Österreichs ein wertloses, ja zerrissenes Sieb.“

„Manches dieser Vorgeschichte aus den ersten Jahrzehnten ist aus dem Bewusstsein heutiger Hörer verschwunden, nicht aber die Geschichte seit den späten 1960er Jahren. Denn Lothar Knessl, der mit seiner charakteristischen Formulierungskunst und – es ist von Radio die Rede – mit seiner unverkennbaren Stimme seit damals mittlerweile mehrere Generationen von Radiohörern mit Aspekten der zeitgenössischen Musik vertraut gemacht hat, ist nach wie vor dabei.“